# خدرنق صخري
خدرنق صخري (الاسم العلمي: Cheiracanthium rupestre) هو نوع من العناكب يتبع جنس الخدرنق من الفصيلة العناكب الكيسية.